# Dietmar Nöckler
Dietmar Nöckler (Brunico, 29 de septiembre de 1988) es un deportista italiano que compite en esquí de fondo.
Ganó dos medallas en el Campeonato Mundial de Esquí Nórdico, plata en 2017 y bronce en 2015, ambas en la prueba de velocidad por equipo. Participó en dos Juegos Olímpicos de Invierno, en los años 2014 y 2018, ocupando el quinto lugar en Sochi 2014, en la prueba por relevos.

## Palmarés internacional
| Campeonato Mundial | Campeonato Mundial | Campeonato Mundial | Campeonato Mundial   |
| Año                | Lugar              | Medalla            | Prueba               |
| ------------------ | ------------------ | ------------------ | -------------------- |
| 2015               | Falun (Suecia)     | Medalla de bronce  | Velocidad por equipo |
| 2017               | Lahti (Finlandia)  | Medalla de plata   | Velocidad por equipo |